# Passito
Passito är en metod inom vintillverkning. Det är både namnet på metoden och på vinet som tillverkas enligt metoden. Efter druvskörden låter man druvorna torka något på speciella mattor. Druvsaften blir därmed mer koncentrerad och man får också klart mindre vin per druva eftersom mycket av vätskan redan avdunstat innan jäsningen. 
Metoden används framförallt i Veneto i nordöstra Italien men förekommer experimentellt även i andra regioner.
Om jäsningen avbryts kallas vinet Recioto. Detta blir alltså oftast sött och mousserande, samt förekommer oftast för vita viner.  
Som alternativ kan vinet få jäsa ut (jäsningen stoppas av att alkoholhalten blir för hög). Det vanligaste vinet av denna typ är Amarone, men för att få detta namn skall det ha tillverkats i just Veneto och basen skall vara i stort sett samma druvor som används för de betydligt beskedligare Valpolicella-vinerna, (Corvina Rondinella och Molinara). Speciellt anses alltid en bas av Corvina vara nödvändig i en äkta Amarone. 
Samma typ av utjäst vin kan göras även i andra regioner och på andra druvor, även om det är mer ovanligt. Med basen i Nebbiolo så kan vintypen till exempel kallas Sforzato. Just Sforzato tillverkas enbart i Valtellina. 